# Estación Nancagua
Nancagua es una estación de ferrocarril ubicada en el poblado de Nancagua, capital de la comuna homónima, en la provincia de Colchagua. Formó parte del ramal San Fernando - Pichilemu.
Fue cerrada en 1984, sin embargo tras el terremoto de 1985 el edificio fue gravemente dañado y luego se derrumbó. En la actualidad solo existe parte del andén y se mantienen las líneas de desvío.